# Bom Jardim da Serra
Bom Jardim da Serra là một đô thị thuộc bang Santa Catarina, Brasil. Đô thị này có diện tích 935,177 km², dân số năm 2007 là 4024 người, mật độ 4,3 người/km².